# Fernandinho Beira-Mar
Luiz Fernando da Costa, mais conhecido como Fernandinho Beira-Mar (Duque de Caxias, 4 de julho de 1967), é um criminoso brasileiro conhecido pela prática de narcotráfico e por ser líder da organização criminosa Comando Vermelho. Também é formado em Teologia.
É considerado pelos órgãos federais um dos maiores traficantes de armas e drogas da América Latina.

## Biografia
Fernandinho Beira-Mar foi criado na Favela Beira-Mar, em Duque de Caxias, no Rio de Janeiro (daí o apelido).
Aos 20 anos, Fernandinho foi preso por roubo, tendo chegado a furtar armas pesadas do Exército e revendê-las para traficantes cariocas. Ao cumprir sua pena de dois anos, voltou a morar na Favela Beira-Mar onde, aos 22 anos, tornou-se um dos "cabeças" do tráfico local.
Para fugir aos cercos da polícia local, decidiu se refugiar no Paraguai durante o final dos anos 1990 com seu principal fornecedor de maconha. Já com o intuito de dominar a distribuição de drogas no Rio de Janeiro, Fernandinho Beira-Mar providenciou uma festa e chamou parentes e aliados. A polícia por sua vez fez um cerco para prendê-lo, mas ele escapou e, por se sentir traído por seus aliados, ordenou mortes e assumiu a distribuição de drogas local.
Fernandinho Beira-Mar fugiu para o Uruguai, como não tinha muitos recursos, aliou-se com as Forças Armadas Revolucionárias da Colômbia (FARC) na Colômbia para estudar como unir facções, mas foi preso pelo exército colombiano em 2001 e deportado para o Brasil no mesmo ano.
No presídio, Beira-Mar conseguiu adquirir pistolas automáticas dentro da penitenciária Bangu I e no dia 11 de setembro de 2002 executou o desafeto Uê, líder dos Amigos dos Amigos (ADA), que tinha recusado unir as facções para se pôr contra o Estado.
Fernandinho Beira-Mar está preso desde 2002. Desde aquela data até 2008, foi sendo transferido constantemente, de presídio em presídio, devido ao fim do regime especial de prisão e de decisões da Justiça.
Em dezembro de 2010, durante a ocupação do Complexo do Alemão, foram encontradas cartas atribuídas a Beira-Mar, possivelmente enviadas da prisão, em Mato Grosso do Sul. Nessas cartas, o prisioneiro sugere que seus comandados se aliem às milícias do Rio de Janeiro e organizem sequestros de autoridades para trocá-las por milicianos que se encontrem presos. Com base na apreensão das cartas, é possível que Beira-Mar volte a ser enquadrado no Regime Disciplinar Diferenciado (RDD).
Em 2 de fevereiro de 2012, foi transferido para a Penitenciária Federal de Porto Velho, em Rondônia. Atualmente, cumpre pena na Penitenciária Federal de Mossoró, no Rio Grande do Norte.
Em 2015, Beira-Mar foi condenado a 120 anos de prisão pela morte de quatro traficantes durante uma rebelião ocorrida em Bangu I, no Complexo Penitenciário de Gericinó, em setembro de 2002.
Em agosto de 2016, Fernandinho foi condenado a mais 30 anos de prisão pela morte de estudante em 1999, cumprindo pena na Penitenciária Federal de Porto Velho.
Em maio de 2017, foi novamente transferido para a Penitenciária Federal de Mossoró no Rio Grande do Norte.
Em agosto de 2019, concluiu sua graduação em Teologia na Faculdade Batista do Paraná (Fabapar). Em seu trabalho de conclusão de curso, critica o capitalismo e o define como subversão dos valores de Jesus Cristo. Ao mesmo tempo, divulgou planos para lançar sua própria marca comercial.
Em 17 de abril de 2023, foi condenado a mais 14 anos, 2 meses e 20 dias de reclusão por organização criminosa na Operação Epístolas em 2017. Seis filhos, irmã e ex-mulher do traficante foram condenados por outros crimes. A vereadora Fernanda Izabel da Costa, uma das filhas de Fernandinho Beira-Mar, é um dos condenados pelo Tribunal Regional Federal de Rondônia, por organização criminosa apontada nas investigações da mesma operação.
Em 10 de dezembro de 2024, Beira-Mar, que fica em prisão, foi alvo de uma operação das polícias contra uma quadrilha em roubos de cargas e veículos na Baixada Fluminense. Um mandado de busca e apreensão foi cumprido no Presídio Federal de Catanduvas após a revelação dos áudios trocados entre criminosos investigados por suspeita de integrar a quadrilha de roubo de cargas comandada por Beira-Mar.